# Euphractus sexcinctus

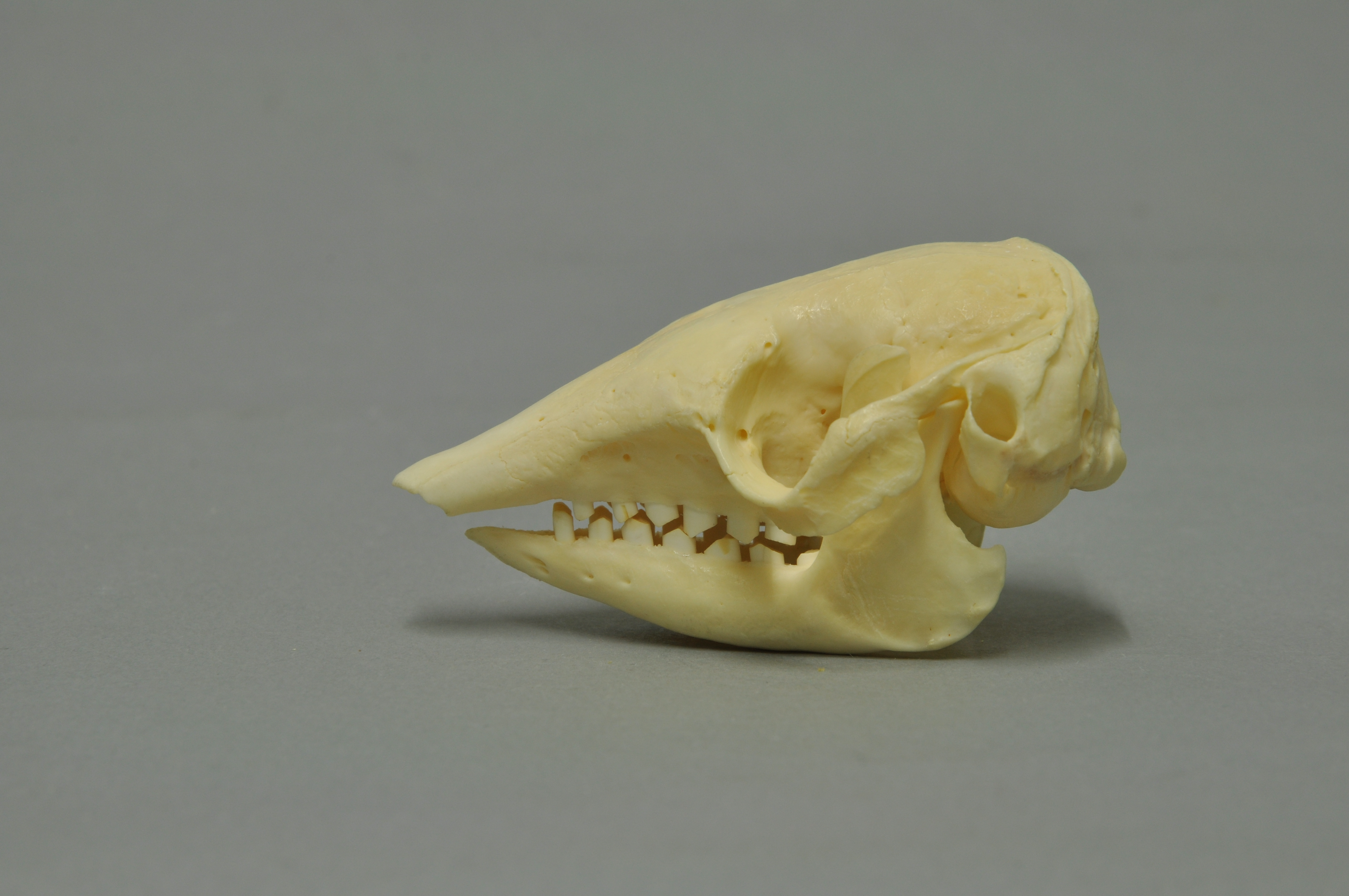
Cráneo

Euphractus sexcinctus es una especie de mamífero cingulado de la familia Chlamyphoridae endémica de Sudamérica. Se encuentra en Argentina, Bolivia, Brasil, Uruguay, Paraguay, y poblaciones aisladas en Surinam. 

## Caracteristícas
Su cuerpo es usualmente amarillento, a veces manchado con pardo rojizo leve.
Es un mamífero solitario, terrestre, de muchos hábitats de selvas y de pastizales, principalmente de áreas abiertas, como las planicies del cerrado. Es omnívoro, alimentándose de un amplio rango de materia vegetal y animal. Se protege y habita en cuevas. 
Al contrario de la mayoría de las especies de armadillo, el amarillo es diurno más que nocturno.

## Subespecies
Se reconocen las siguientes subespecies:
- Euphractus sexcinctus boliviae Thomas, 1907
- Euphractus sexcinctus flavimanus Desmarest, 1804
- Euphractus sexcinctus setosus Wied, 1826
- Euphractus sexcinctus tucumanus Thomas, 1907